# Авасор
Авасор (тал. Əвəсор/Əvəsor)— талышский фольклорный коллектив, собирающий талышские и азербайджанские народные песни и танцы, основанный в 1964 году Фарбией Шабановой в селе Какалос Астаринского района. Название коллектива «Авасор» с талышского языка переводится, как «Весна».
В 1985 году он был официально переименован в Фольклорный коллектив «Авасор». Коллектив выступал в международных фестивалях в 1988 году в Румынии, в 1991 году в Дагестане, в 1993—1995 годах Турции и был награждён различными дипломами и ценными подарками.
Решением Министерства Культуры и Туризма Азербайджанской Республики от 12 июля 2000 года коллектив получил название «Народный Коллектив». Народные песни, колыбельные, народные танцы в репертуаре ансамбля включены в книгу «Песни Талышского края», изданную в 2004 году Фарбией Шабановой и Шадогланом Байрамовым. В 2010—2017 годах принимали участие в празднике «Новруз», организованном в Приморском парке в города Баку. Коллектив был награждён дипломами в 2014 году за участие в Международном фольклорном фестивале в Масаллы и Фестивале долголетия в Лерике. 9 апреля 2017 года выступили на мероприятии «Водное путешествие» Игр исламской солидарности 2017 года в Астаринском районе.